# Business Wire
Business Wire è un'azienda statunitense che diffonde comunicati stampa in testo completo da migliaia di aziende e organizzazioni in tutto il mondo a mezzi di informazione, mercati finanziari, sistemi di divulgazione, investitori, siti Web di informazione, database, blogger, social network e altro pubblico.

## Storia
Fondata da Lorry Lokey nel 1961, Business Wire è una consociata interamente controllata da Berkshire Hathaway di Warren Buffett. Ha circa 28 uffici negli Stati Uniti d'America e altri in tutto il mondo tra cui a Bruxelles, Francoforte sul Meno, Hong Kong, Londra, Parigi, Tokyo e Sydney, oltre che in India. È l'unico provider che dispone di redazioni locali in tutto il mondo.
Business Wire è un fornitore di servizi di notizie per le società quotate in tutti i principali mercati finanziari internazionali e garantisce la diffusione sincrona e simultanea di annunci obbligatori e notizie aziendali alle autorità di vigilanza, alle borse, al pubblico in generale e ai media. Business Wire consente la divulgazione obbligatoria negli Stati Uniti, in Canada e in Gran Bretagna e, da gennaio 2007, in dodici paesi dell'Unione Europea in conformità con la Direttiva Europea sulla Trasparenza. La notizia viene distribuita ai media, agli analisti e agli investitori attraverso i terminali di agenzie di stampa internazionali come Agence France-Presse, Associated Press, Bloomberg, Dow Jones e Thomson Reuters. Le notizie sono disponibili anche tramite portali internet e media online.